# Volán 3. sz. Vállalat Május 1. Szocialista Brigádja
A Volán 3. sz. Vállalat Május 1. Szocialista Brigádja (röviden Május 1. szocialista brigád) 16 autóbusz-vezetőből álló munkaközösség. A járművezetők a miskolci székhelyű Volán 3. sz. Vállalatnál dolgoztak. 1975-ben a több mint 20 éve a Volánnál dolgozó brigádtagok – nyolcan – megkapták a Magyar Népköztársaság Állami Díjának II. fokozatát, az indoklás szerint „a belföldi és nemzetközi személyszállítás pontos és balesetmentes lebonyolításáért, példamutató, aktív társadalmi tevékenységükért”.

## A brigád tagjai
A brigád tagja volt:
- Bogoly István (1920–1991) gépjárművezető (Munka Érdemrend ezüst fokozat, 1965)
- Bojti Gyula (1931) gépjárművezető, brigádvezető
- Czaga Gyula (1928) gépjárművezető
- Hajdú László (1924) gépjárművezető (Haza Szolgálatáért Érdemérem ezüst fokozat, 1983)
- Kovács István[3] (1932) gépjárművezető (Kiváló Dolgozó, 1961, 1964, 1966, 1972, 1983)
- Lapis János (1929) gépjárművezető (Kiváló Dolgozó, 1964, 1966, 1970, 1973, 1981; Honvédelmi Érdemérem, 1975)
- Székesi János (1930) gépjárművezető (Kiváló Dolgozó, 1960, 1963, 1973, 1977; Közlekedés Kiváló Dolgozója, 1966)
- Szikora István (1929) gépjárművezető (Kiváló Dolgozó, 1958, 1974; Árvízvédelemért Érem, 1970)
- valamint további nyolc gépjárművezető

Az állami díjas nyolc autóbusz-vezető 1975-ben már több mint 20 éve dolgozott a Volánnál, illetve elődeinél – a Teherautó-fuvarozási Nemzeti Vállalatnál és az Autóközlekedési Vállalatoknál. 1975-ig mindannyian több mint 750 ezer kilométert vezettek balesetmentesen.
Bogoly István 1975-ig több mint 1 millió kilométert vezetett balesetmentesen.